# Diarmuid Mac Murchadha Caomhánach
Diarmuid Mac Murchadha Caomhánach (... – 1º maggio 1171) è il nome anglicizzato di Diarmait Mac Murchada, conosciuto anche come Diarmait na nGall, Dermot of the Foreigners.

Emblema della contea di Leinster contenente l'arpa di Brian Boru

Dermot re di Leinster morto il 1º maggio 1171, fu considerato da alcuni storici nazionalisti del XX secolo un traditore dell'Irlanda. Deposto da re, chiamò Enrico II d'Inghilterra ad aiutarlo a recuperare il trono. Il successivo invio di truppe normanne al comando di nobili inglesi portò Enrico II ad insignirsi del titolo di Signore d'Irlanda e segnò l'inizio di otto secoli di dominazione inglese, anche se all'inizio la "dominazione" era poco più che nominale.

## La famiglia
Dermot nacque nel 1110, figlio di Donnchad, re di Leinster e Dublino e discendente di Brian Boru. Suo padre fu ucciso in battaglia nel 1115 dagli Hiberno-Normanni di Dublino che lo seppellirono nella città insieme alla carogna di un cane (usanza che era a quei tempi considerata un gravissimo oltraggio).
Ebbe diverse mogli e concubine, la prima delle quali, Mór Ua Tuathaill, diede alla luce Aoife di Leinster e Conchobar.
Da Sadb di Uí Faeláin, ebbe una figlia di nome Orlaith che sposò Domnall Mór, re di Munster. Ebbe anche due figlie illegittime Domnall Cáemánach, morta nel 1175, ed Énna Cennselach, scomparsa nel 1169.

## Re di Leinster
Dopo la morte del fratello, Dermot divenne inaspettatamente re di Leinster incontrando l'opposizione del Sovrano supremo d'Irlanda Tairrdelbach mac Ruaidri Ua Conchobair che vedeva in lui un rivale.

Re Tairrdelbach mandò contro di lui uno dei re alleati, Tigernán Ua Ruairc, per conquistare il Leinster ed estrometterne il giovane Dermot.
Ua Ruairc condusse una campagna bellica brutale, devastando il bestiame del Leinster e cercando di affamarne gli abitanti.

Dermot fu estromesso dal trono ma riuscì a recuperarlo nel 1133 con l'aiuto dei capiclan del Leinster. Seguì un ventennio di pace contrastata tra Ua Conchobair e Dermot.
Nel 1152 aiutò il Sovrano supremo d'Irlanda ad attaccare il territorio di Tigernán Ua Ruairc, che era diventato un traditore. Dermot rapì Derbforgaill, la moglie di Ua Ruairc, con l'aiuto del fratello di Derbforgaill, un futuro pretendente al regno di Meath.
Dopo la morte del Sovrano Supermo d'Irlanda Brian Boru, nel 1014, l'Irlanda cadde per due secoli in uno stato quasi costante di lotte intestine.
Dopo la caduta dal trono della famiglia O'Brien, discendente da Brian Boru, le famiglie che governavano le quattro province irlandesi si combatterono costantemente tra di loro per il controllo di tutta l'Irlanda.
L'Irlanda era una sorta di regno federale diviso i quattro province, Ulster, Leinster, Munster e Connaught, governate da altrettanti re che avrebbero dovuto essere fedeli al Sovrano supremo d'Irlanda.

## Esilio, ritorno e morte
Nel 1166 il nuovo sovrano supremo d'Irlanda e Muirchertach Ua Lochlainn, alleato di Dermot erano caduti, una grande coalizione guidata da Tigernán Ua Ruairc, divenuto arcinemico di Dermot, marciò sul Leinster occupandolo facilmente e costringendo Dermot e la moglie a fuggire.

Dermot si rifugiò in Inghilterra dove strinse un'alleanza con il re Enrico II, che lo aiutò ad organizzare un esercito di mercenari normanni e gallesi per invadere l'Irlanda.
Tra questi c'era Gerald FitzMaurice, I signore di Offaly e Riccardo di Clare, soprannominato Strongbow (arco forte), futuro conte di Pembroke, che ne sposò nel 1170 la figlia Eva MacMurrough conosciuta anche come Aoife di Leinster.

Riccardo di Clare fu padre di Isabella di Clare che fu data in moglie da Riccardo Cuor di Leone a Guglielmo il Maresciallo, personaggio leggendario e potentissimo, che diventerà reggente del regno d'Inghilterra durante la minore età di Enrico III d'Inghilterra.
In sua assenza Ruaidri mac Tairrdelbach Ua Conchobair, figlio di Tairrdelbach, ex nemico di Dermot, era diventato il Sovrano supremo d'Irlanda.
Dermot progettò allora non soltanto di riprendersi il Leinster ma anche di deporre Ua Conchobair e di diventare egli stesso Sovrano supremo d'Irlanda.

Riprese velocemente Dublino, Ossory e Waterford, ex colonia vichinga: recuperò in poco tempo tutto il Leinster.
Dermot sperava che Ruaidri non avrebbe colpito gli ostaggi del Leinster che aveva con sé compreso Conchobar Mac Murchada il maggiore dei suoi figli, ma furono uccisi tutti.
L'esercito di Dermot perse la battaglia e i mercenari normanni e gallesi che aveva assunto facilitarono l'invasione inglese di Enrico II del 1169.
Dermot, dopo la morte del figlio, perse ogni volontà di combattere e si ritirò a Ferns.
Sebbene la storiografia irlandese descrive spesso Dermot come un traditore, la sua intenzione non era quella di agevolare l'invasione inglese dell'Irlanda, ma di usare l'aiuto di Re Enrico II per diventare Grande Re egli stesso: si sbagliava, non aveva immaginato né tenuto nel giusto conto le ambizioni di Enrico II.
Geraldo del Galles, uno storico cambro-normanno, che aveva visitato l'Irlanda ed i cui zii e cugini militavano nell'esercito di Riccardo di Clare disse lui: 

## La morte ed i discendenti
Dopo l'invasione, i normanni conquistarono l'Irlanda sfruttando le sue lotte interne.
Ua Conchobair fu presto detronizzato, prima da Grande Re, poi da re del Connaught. Ua Conchobair, nel tentativo di recuperare il suo regno provinciale di Connaught ritornò in Inghilterra come aveva fatto Dermot anni prima.
Dal 1171 l'Inghilterra controllava direttamente un piccolo territorio irlandese attorno alla città di Dublino conosciuto come Pale, mentre il resto dell'Irlanda era suddiviso tra baroni normanni, gallesi e diversi clan irlandesi come quello di Uí Conchobair che aveva il Connaught o quello di Uí Néill che controllava l'Ulster.
Successivamente la maggior parte delle famiglie normanne si mescolò con quelle irlandesi e qualche volta si alleò con queste contro l'Inghilterra. I conquistatori si integrarono con gli irlandesi assumendonone il linguaggio ed il costume, diventando più irlandesi degli stessi irlandesi.